# Grown Ups 2
Grown Ups 2 (conocida como Niños grandes 2 en España y Son como niños 2 en Hispanoamérica) es una película cómica de 2013 dirigida por Dennis Dugan, escrita, producida, y protagonizada por Adam Sandler, Kevin James, Chris Rock, David Spade, Salma Hayek, Maria Bello y Maya Rudolph, quienes ya antes habían trabajado con Sandler. El guion fue escrito por Sandler y Fred Wolf. La película fue producida por la compañía de Sandler, Happy Madison, y distribuida por Columbia Pictures.

## Trama
Tres años después de los eventos de la primera película, Lenny Feder ha trasladado a su familia a su ciudad natal de Stanton, donde viven sus amigos Eric Lamonsoff, Kurt McKenzie y Marcus Higgins. Una mañana, Lenny se despierta y encuentra un ciervo en su habitación, que causa estragos en la casa hasta que usa el mono de peluche de su hija Becky para atraerlo afuera. Lenny rechaza la sugerencia de su esposa Roxanne de que tengan otro hijo; A Eric le preocupa que su esposa Sally esté fomentando la confianza en sí mismos de sus hijos por encima de todo; Kurt le da a su esposa Deanne un regalo por su aniversario, que ella ha olvidado; y Marcus se prepara para pasar el verano con Braden, su hijo de una aventura pasada, pero se siente intimidado por el adolescente alto y tatuado, que siente un profundo resentimiento por él.
Entre tanto, Roxanne, Sally y Deanne están consternados al saber que su nuevo y atractivo profesor de yoga, Kyle, es gay. Lenny toma el autobús escolar de sus hijos de manos de Nick, el conductor inestable, y lleva a todos a su último día de clases. Luego, el recoge a Kurt y Eric y visita K-Mart, donde se les une Marcus, quien ha enviado a Braden a la escuela. Kurt persuade a Lenny para que organice una fiesta el primer día de verano, y los amigos discuten sobre el matón de la infancia de Lenny, Tommy Cavanaugh. Los agentes de policía Fluzoo y Dante los acompañan al recital de ballet de Becky en la escuela primaria McDonough, donde Lenny se encuentra con Tommy, quien lo amenaza abiertamente.
Cuando termina la escuela, la hija de Kurt, Charlotte, acepta ir a una cita, el hijo menor de Lenny, Keith, lucha con su propio matón, Duffy, y los hermanos mayores de Charlotte y Keith, Andre y Greg, acompañan a Braden a una cantera abandonada, donde se unen a una fiesta universitaria.
Después de humillar a su viejo rival Dickie en la Ice Cream House, Lenny, Eric, Kurt y Marcus visitan la misma cantera, donde nadaron durante su juventud, solo para ser confrontados por una fraternidad universitaria hostil liderada por Milo y Andy (Taylor Lautner), quienes los obligan a saltar al agua desnudos. Al encontrar la casa de la fraternidad destrozada, los chicos de la fraternidad culpan a Lenny y a sus amigos y juran venganza. Más tarde, los amigos toman la camioneta de Marcus, destrozada por Braden, al taller de carrocería de Eric, y Marcus rueda inadvertidamente por la ciudad en una llanta gigante de construcción fuera de control.
Lenny se entera de que Keith es un pateador de fútbol talentoso, pero accidentalmente le rompe la pierna a su hijo. Eric se disculpa con Sally por evitar que ella pase tiempo con su madre y soporta un lavado de autos con carga sexual de porristas masculinos. Lenny sospecha de la relación de Kyle con Roxanne, quien está enojada por la obsesión de toda la vida de su empleada Penny por Lenny. Marcus se une a Braden, Charlotte tiene su cita, Andre aprueba su examen de conducción supervisado por Wiley y Greg logra invitar a salir a Nancy; una chica de la que está enamorado.
Roxanne le dice a Lenny que está embarazada y la mayor parte de la ciudad llega para la fiesta temática de los Feder de los 80. Lenny se da cuenta de que Roxanne no está teniendo una aventura con Kyle, quien ha reparado el peluche de Becky, y desafía a Tommy a una pelea, pero Tommy se zambulle para permitirle a Lenny salvar la cara frente a su propio hijo acosado. Poco después, la fraternidad interrumpe la fiesta, buscando al culpable del vandalismo de la fraternidad, a lo que Braden admite su papel. Cuando los miembros de la fraternidad insultan a la gente del pueblo, estalla una pelea masiva entre ellos. Los asistentes a la fiesta finalmente derrotan a la fraternidad con Andy siendo atacado por los ciervos gracias a una táctica de Becky usando su propio mono de peluche.
Luego, los amigos, Nick y Dickie disfrutan de una comida en la casa de la Sra. Lamonsoff, recordando su infancia juntos. La madre de Eric tranquiliza a Lenny sobre su nuevo bebé y le revela que Eric fue concebido accidentalmente en el baño de hombres en un juego de los Patriotas de Nueva Inglaterra. Lenny regresa a casa en Roxanne y se reconcilian, esperando con ansias a su futuro bebé.

## Reparto
- Adam Sandler es Lenny Feder.
- Kevin James es Eric Lamonsoff.
- Chris Rock es Kurt McKenzie.
- David Spade es Marcus Higgins.
- Salma Hayek es Roxanne Chase-Feder.
- Maya Rudolph es Deanne McKenzie.
- Maria Bello es Sally Lamonsoff.
- Nick Swardson es Nick Hilliard.
- Colin Quinn es Dickie Bailey.
- Tim Meadows es Malcolm Fluzoo.
- Shaquille O'Neal es el oficial Fluzoo.
- Alexander Ludwig es Braden McGee.
- Georgia Engel es la señora Lamonsoff, madre de Eric.
- Steve Buscemi es Wiley.
- Peter Dante es el oficial Dante.
- Steve Austin es Tommy Cavanaugh.
- Oliver Hudson es Kyle.
- Jake Goldberg es Greg Feder.
- Cameron Boyce es Keithie Feder.
- Alexys Nycole Sánchez es Becky Feder.
- China Anne McClain es Charlotte McKenzie.
- Nadji Jeter es Andre McKenzie.
- Ada-Nicole Sanger es Donna Lamonsoff.
- Frank y Morgan Gingerich son Bean Lamonsoff.
- Cheri Oteri es Penny.
- Milo Ventimiglia es Milo.
- Kris Murrell es Kitty.
- Taylor Lautner es Andy.
- Ebony Jo-Ann es Mama Ronzoni, la madre de Deanne.
- April Rose Haydock es la profesora de ballet.
- Dennis Dugan es el Doctor Larry.
- Jonathan Loughran como Robideaux.
- Richie Minervini como el director Tardio.
- Jackie Sandler es Jackie Tardio.
- Ellen Cleghorne es Mary Fluzoo.
- Alyson Michalka es Savannah Todd.
- Patrick Schwarzenegger es Cooper.
- David Henrie es Zac.
- Tyrese Gibson es Animador.
- Andy Samberg es otro animador.
- Halston Sage es Nancy Arbuckle.
- Erin Heatherton es Ginger.
- Kamil McFadden es Bumpty Fluzoo.

## Producción
El rodaje de  Grown Ups 2 comenzó el 2 de junio de 2012, en Massachusetts y terminó el 15 de agosto de 2012. Columbia Pictures y Happy Madison Productions distribuirán la película. La película fue escrita por Fred Wolf y Tim Herlihy y dirigida por Dennis Dugan, antiguo colaborador de Sandler. La película ha sido confirmada mediante un informe en julio de 2012, el 12 de julio de 2013 será la fecha de estreno tanto en Estados Unidos como en España mientras que el 16 de agosto de 2013 será el estreno en Reino Unido. Será la primera secuela de la estrella Adam Sandler. 
La película también tendrá con la presencia del exluchador Steve Austin, también Chris Hardwick confirmó que tendrá un cameo como un vendedor de helados a través de su cuenta en Facebook. Además, la película contará con un cameo del comentarista deportivo Michael Kay y Shaquille O'Neal como un policía, el 10 de julio de 2012, Arnold Schwarzenegger anunció que su hijo, Patrick, también estará presente en la película.

## Recepción
La película recibió críticas mayoritariamente negativas con solo un 7% de críticas positivas en Rotten Tomatoes

## Posible secuela
Maria Bello dijo en una entrevista: "La gente ha hablado de esto y hemos escuchado que podría suceder, pero no sé si hay un guión, no sé qué hay. Pero espero que sí porque, chico, es divertido trabajar con esos muchachos". En enero de 2020, el comediante Tom Scharpling llamó la atención por subir un guion no oficial y no afiliado de "Grown Ups 3", escrito en abril de 2019, en Twitter.